# 中壩萬壽宮
中壩萬壽宮位於重慶市巴南區木洞鎮中壩村，地處長江江心的獨立小島-中壩島上，距木洞鎮約一公里，距巴縣城魚洞鎮72公里、距重慶市區90公里。地理坐標為北緯29°22'，東經106°27'，高程183米。據《巴縣文化志》載：「萬壽宮，在木洞鎮中壩村，始建於明朝中晚期」，後在萬壽宮金檁上取得字據，證明萬壽宮為明天順年間的建築。根據建築的斗栱形制，布局結構和用材的形制，確系明代建築，並保持元代晚期、明代早期建築風格。巴縣人民政府1988年12月26日公布萬壽宮為報市級文物保護單位，後未批准，視為區級文物保護單位。

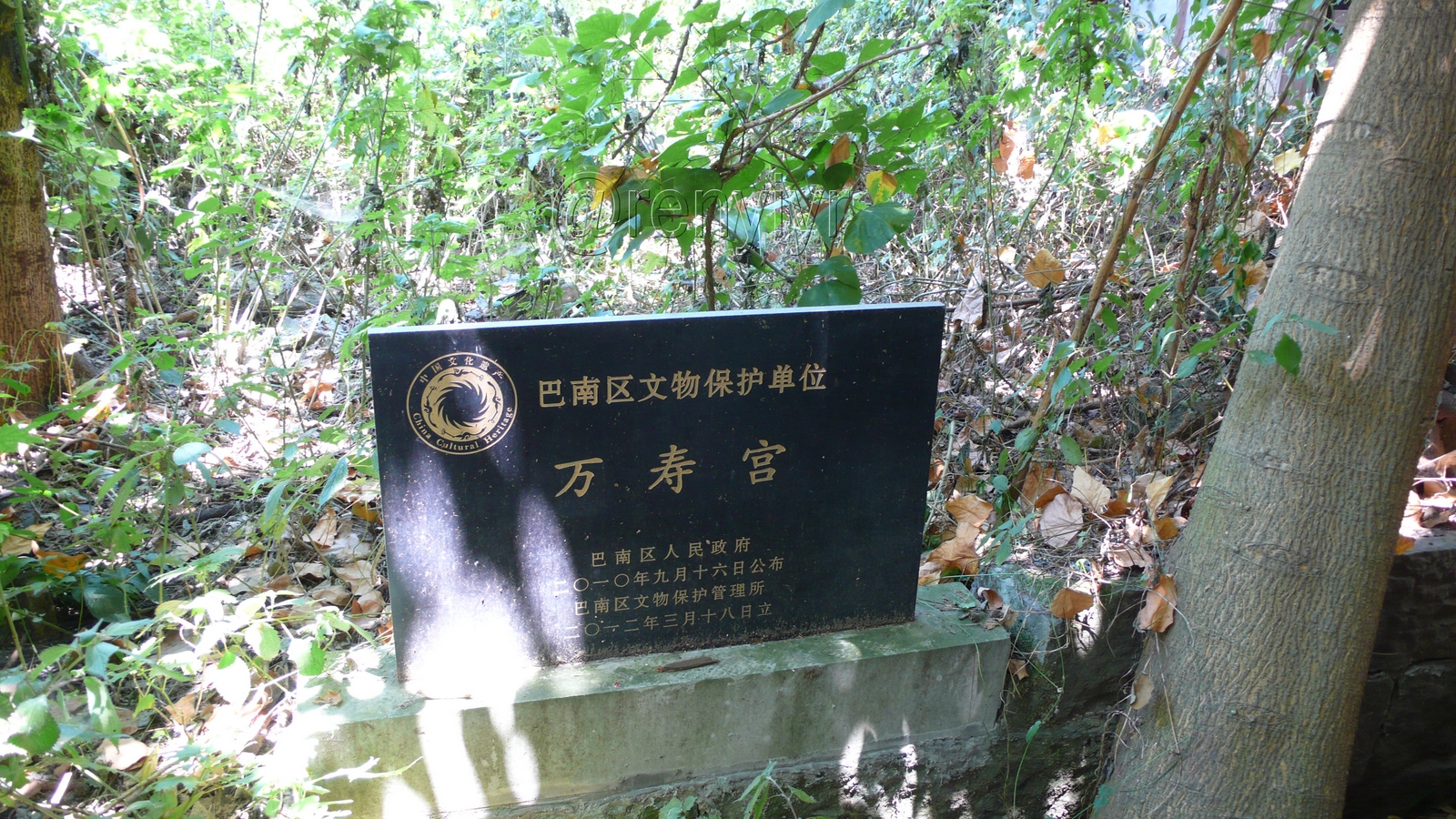
中壩萬壽宮

萬壽宮歷史悠久，是長江三峽庫區已知保存下來最古老的木構建築之一。整個大木結構保存完好，尤其是建築構架的處理以及斗栱形制都保留早期的古樸建築風格，對研究重慶古建築有著重要的歷史價值。是展現長江三峽歷史文明的重要文物。其斗栱的形制，具有地方建築藝術風格特徵。萬壽宮的建築結構性能極強，保留下來的建築部分，歷經數百年，沒有傾斜現象。其一是基礎處理較好，柱礎石巨大，有如現代建築的杯形基礎。二是明間四根金柱的處理用材較好，柱徑斷面大，木材質地好，並與上部的抬梁構成有機整體。其大木構件歷經數百年，反應出中國古建築在木構技術上的成就。
萬壽宮大殿的外檐及檐柱、金柱間均施斗栱，五鋪作(或五踩)偷心造。最外一跳華栱(或翹頭)上沒有令栱(或廂栱)，是很地方的做法。這種將穿斗架同斗栱組合在一起的處理，也是很地方的做法。萬壽宮在結構構架上反映出來的特點，為我們研究巴蜀地方建築技術史提供了寶貴的實物例證，具有較高的科學價值。
萬壽宮的選址，充分考慮建築與自然環境的關係。建築坐落在小島的東端。面列滾滾東去的長江，遠處是起伏連綿的深丘，南北兩岸有突出的山巒對峙，構成氣勢浩大的整體環境。山門台階直抵江面，增添了萬壽宮宏偉壯觀的環境氣氛。建築與環境有機和諧，這正是重慶乃至中國古建築的強大生命力所在。

## 建築概述[3]
萬壽宮原有殿堂二重(上殿、下殿)，軸線對稱。兩側廂房有方丈、客堂、齋堂等，構成對稱嚴整的建築群。殿前原有牌樓歇山式門屋，山門台階數十級，直抵江面。

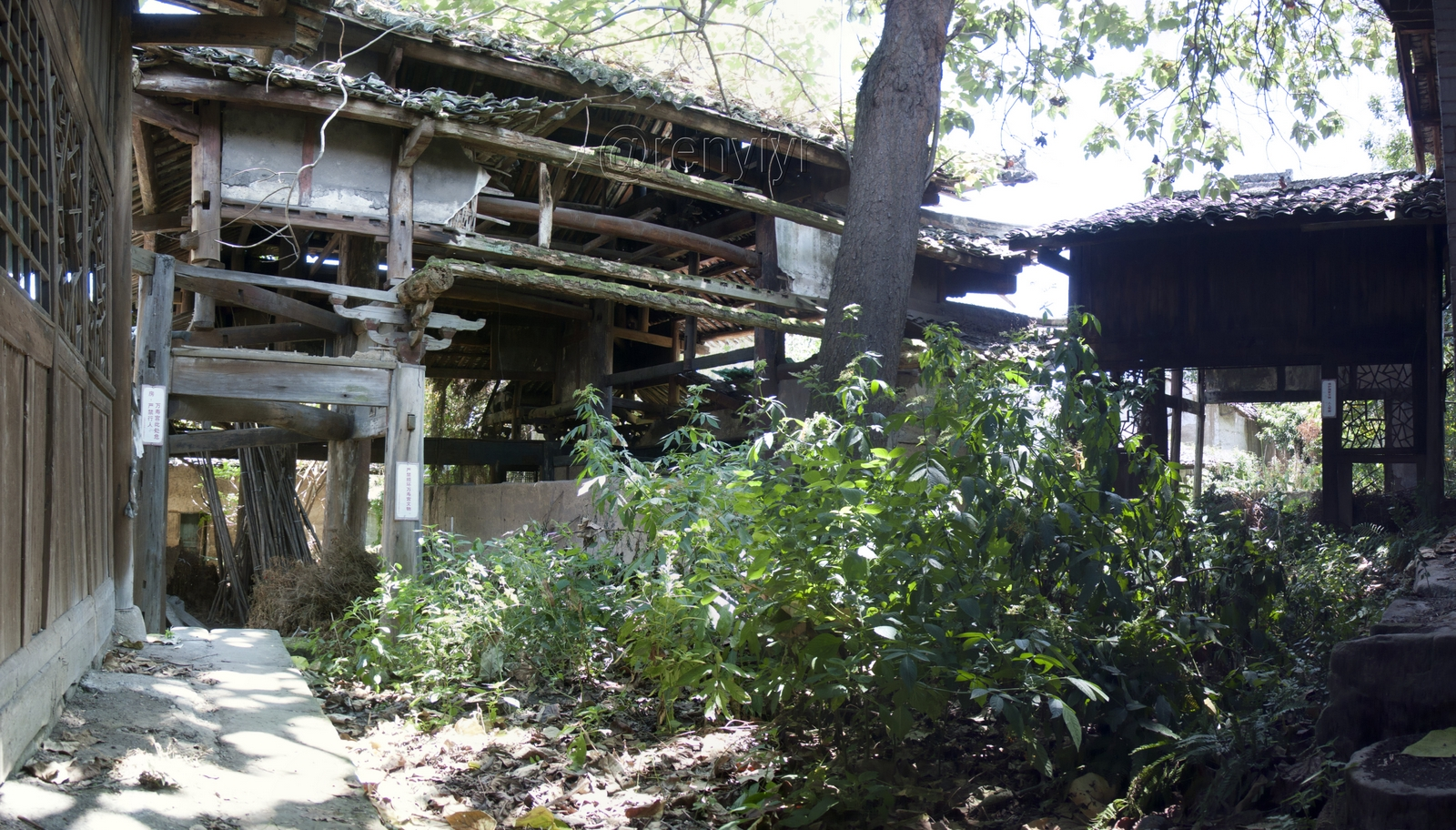
中壩萬壽宮

萬壽宮由於年久失修，風雨殘蝕，上殿和山門均已毀壞，現僅保存下殿、下殿與上殿之問的廂房及下殿前面西側的廂房。原上殿地基上已建民房二幢。因上殿拆毀時間較晚，根據當地居民口述，應為面闊三間重檐歇山殿式建築。
現存建築佔地面積274.92平方米，建築面積257平方米。其平面呈方形，面闊三間，通面闊10.49米；進深四間，通進深12.65米；三重檐歇山式建築。平面出前檐廊，其屋面與前面二重檐相連，構成寬敞的前檐迴廊。抬梁式構架。結構為大木構架各檁均施隨檁枋，檐周施斗拱22朵。五架梁正中施駝峰，造型古樸剛勁。四根金柱柱徑約為52厘米，青石柱礎各高64厘米，為八邊形平面，直徑72厘米，石礎上雕刻有「萬壽宮」幾個大字。外檐柱頭出五踩斗栱。明間施平身科三攢，均為五踩重翹，次間不施平身科，栱頭卷剎處理為∽型曲線，是四川地區明代早期建築做法，並保持元代建築遺風。斗栱置於平板枋上，下為大額枋，不設小額枋。內檐桂頭均施斗栱，以承托上部屋面荷載。斗栱形制均為五踩。殿內施平棋，是約八十厘米見方的方格，僅保存枋格子，枋心無一存在。前後外檐裝修等已無保存，僅存額枋以上栱眼壁裝修，為竹編夾泥白灰牆面。兩山牆裝修為竹編夾泥白灰牆面，是四川民間建築穿斗式牆面處理手法。廂房門窗尚保存，有冰紋形和方形井紋兩種裝修圖案。大殿屋面為灰塑筒瓦，是明代原物；前檐之二重檐是小青瓦屋面，兩側廂房也是小青瓦屋面。大殿灰塑脊飾。正脊兩端飾魚龍吻、脊正中為寶瓶式中花，雖已殘缺，尚可辨認。封檐板、搏風板及山花板已經脫落。
兩廂房穿斗式構架，各面闊一間5.1米，進深一間5.32米；小青瓦屋面；樑柱斷面約25厘米，不及正殿規模，應是清代重建，具體年代不詳。